# Thomas Dehler
Thomas Dehler (ur. 14 grudnia 1897 w Lichtenfels, zm. 21 lipca 1967 w Streitbergu w gminie Wiesenttal) – niemiecki prawnik, federalny minister sprawiedliwości (1949–1953), przewodniczący FDP (1954–1957), wiceprzewodniczący Bundestagu (1960-1967).

## Życiorys
Studiował na Uniwersytecie Ludwika i Maksymiliana w Monachium, Uniwersytecie Albrechta i Ludwika we Fryburgu oraz Uniwersytecie Juliusza i Maksymiliana w Würzburgu. W latach 1916–1918 walczył na froncie I wojny światowej. W 1920 roku wstąpił do Niemieckiej Partii Demokratycznej (DPP), gdzie poznał późniejszego prezydenta Niemiec i założyciela FDP Theodora Heussa. Po obronie doktoratu, odbył aplikację adwokacką, po czym  od 1924 pracował jako prawnik w Monachium, a następnie od 1926 osiadł w Bambergu.
Zawarł w 1925 roku związek małżeński z Żydówką Irmą Frank (1898-1971), a także wielokrotnie występował jako obrońca w procesach osób żydowskiego pochodzenia, co poskutkowało szykanami i prześladowniami ze strony władz nazistowskich. W 1938 został w Norymberdze aresztowany przez Gestapo. Utrzymywał kontakty z antyhitlerowskim ruchem oporu, m.in. z berlińską Robinsohn-Strassmann-Gruppe. W 1944 roku skierowany jako robotnik przymusowy do obozu pracy Schelditz.
W maju 1945 powrócił do Bambergu, gdzie powołano go na stanowisko prokuratora generalnego. W latach 1946–1956 był przewodniczącym FDP w Bawarii, a 1954–1957 na szczeblu federalnym. Od 1949 roku był członkiem Bundestagu. W latach 1953–1957 przewodniczył klubowi parlamentarnemu FDP, a w latach 1960-1967 był wiceprzewodniczącym niemieckiego parlamentu.